# Minto (Schotland)
Minto is een stadje in het raadsgebied Scottish Borders in Schotland met ongeveer 300 inwoners. De plaats ligt aan de noordelijke oever van de Teviot, halverwege Hawick en Jedburgh.